# Paspalum zuloagae
Paspalum zuloagae là một loài thực vật có hoa trong họ Hòa thảo. Loài này được Davidse & Filg. mô tả khoa học đầu tiên năm 1995.